# Кесс (округ, Айова)
Шаблон:StateAbbr_ 41°19′46″ пн. ш. 94°55′45″ зх. д. / 41.329444444444° пн. ш. 94.929166666667° зх. д.
Округ  Кесс (англ. Cass County) — округ (графство) у штаті  Айова, США. Ідентифікатор округу 19029.

## Історія
Округ утворений 1851 року.

## Демографія
За даними перепису 
2000 року 
загальне населення округу становило 14684 осіб, зокрема міського населення було 6804, а сільського — 7880.
Серед мешканців округу чоловіків було 7126, а жінок — 7558. В окрузі було 6120 домогосподарств, 4094 родин, які мешкали в 6590 будинках.
Середній розмір родини становив 2,87.
Віковий розподіл населення поданий у таблиці:
| Стать    | До 15 років | 15-21 | 22-29 | 30-39 | 40-49 | 50-65 | 65-85 | Понад 85 |
| -------- | ----------- | ----- | ----- | ----- | ----- | ----- | ----- | -------- |
| Чоловіки | 1461        | 688   | 561   | 886   | 1141  | 1186  | 1054  | 149      |
| Жінки    | 1322        | 647   | 505   | 891   | 1108  | 1235  | 1467  | 383      |

## Суміжні округи
- Одюбон — північ
- Адер — схід
- Адамс — південний схід
- Монтгомері — південний захід
- Поттаваттамі — захід
- Шелбі — північний захід

## Виноски
1. ↑  U.S. Decennial Census. United States Census Bureau. Архів оригіналу за 12 квітня 2013. Процитовано 14 липня 2014.
2. ↑  Historical Census Browser. University of Virginia Library. Архів оригіналу за 11 Серпня 2012. Процитовано 14 липня 2014.
3. ↑  Population of Counties by Decennial Census: 1900 to 1990. United States Census Bureau. Архів оригіналу за 22 Квітня 2014. Процитовано 14 липня 2014.
4. ↑  Census 2000 PHC-T-4. Ranking Tables for Counties: 1990 and 2000 (PDF). United States Census Bureau. Архів оригіналу (PDF) за 18 Грудня 2014. Процитовано 14 липня 2014.
5. ↑  State & County QuickFacts. United States Census Bureau. Архів оригіналу за 8 липня 2011. Процитовано 14 липня 2014.(англ.) Наведено за англійською вікіпедією.
6. ↑  American FactFinder. Бюро перепису населення США. Архів оригіналу за 29 липня 2011. Процитовано 31 січня 2008.

| США | Це незавершена стаття з географії США. Ви можете допомогти проєкту, виправивши або дописавши її. |